# Potti, il astronauta inamoratto
Potti, il astronauta inamoratto (Potti, el astronauta enamorado) es una de las microseries que componen la serie infantil chilena Experimento Wayapolis, de la productora  Solo por las niñas y emitida por Televisión Nacional de Chile durante 2009. Esta microserie, realizada con la técnica stop-motion, muestra las aventuras y desventuras de Potti, un pequeño astronauta que recorre el universo en busca del amor.

## Capítulos
La microserie consta de ocho capítulos, cada uno con una duración de menos de un minuto, la cual busca parodiar a programas infantiles, tales como Topo Gigio, Pocoyo, entre otros.
Capítulo 1: Fasat Alpha
Potti se enamora de FASat-Alfa, el primer satélite chileno.
Capítulo 2: Especulini
Potti visita "Especulini", el planeta de los espejos
Capítulo 3: Matrimonio
Potti se encuentra en el día más importante de su vida, conquistó a "Estrella" y se casarán.
Capítulo 4: Estrella
Potti visita a una bella estrella amiga que busca conquistar.
Capítulo 5: Luna
Potti se va de pícnic con su nueva pretendiente, "Luna"
Capítulo 6: Asteroide
Potti ha puesto sus ojos sobre una bella asteroide.
Capítulo 7: Cometa
Potti tiene una cita con una cometa, aprendiendo una valiosa lección.
Capítulo 8: Invierno
Potti llega al planeta más frío del universo, el planeta "Invierno".